# Campionati europei di canoa/kayak sprint 1959
I Campionati europei di canoa/kayak sprint 1959 sono stati la 5ª edizione della competizione continentale. Si sono svolti a Duisburg, in Germania Ovest. Gli atleti hanno preso parte a 15 eventi in totale, 13 gare maschili e 2 femminili.

## Medagliere
| Pos.   | Paese            | Oro | Argento | Bronzo | Totale |
| ------ | ---------------- | --- | ------- | ------ | ------ |
| 1      | Ungheria         | 7   | 6       | 4      | 17     |
| 2      | Unione Sovietica | 3   | 3       | 1      | 7      |
| 3      | Germania Ovest   | 2   | 3       | 3      | 8      |
| 4      | Romania          | 1   | 1       | 2      | 4      |
| 5      | Polonia          | 1   | 0       | 2      | 3      |
| 6      | Germania Est     | 1   | 0       | 1      | 2      |
| 7      | Svezia           | 0   | 2       | 0      | 2      |
| 8      | Cecoslovacchia   | 0   | 0       | 1      | 1      |
| 8      | Gran Bretagna    | 0   | 0       | 1      | 1      |
| Totale | Totale           | 15  | 15      | 15     | 45     |

## Podi

### Uomini
| Evento            | Oro                                                                              | Perform. | Argento                                                                  | Perform. | Bronzo                                                                           | Perform. |
| Canoa C-1 1000M   | Simion Ismailciuc                                                                | 4:54,60  | János Parti                                                              | 4:58,80  | Vadim Belyaev                                                                    | 4:59,20  |
| Canoa C-1 10000M  | János Parti                                                                      | 53:23,30 | Gennadij Bucharin                                                        | 53:32,40 | Jiři Elias                                                                       | 54:12,60 |
| Canoa C-2 1000M   | Ungheria Gyula Demeter József Hunics                                             | 4:51,00  | Romania Lavrente Sidorov Lavrente Kalinov                                | 4:57,00  | Romania Alexe Iacovici Dumitru Alexe                                             | 4:59,00  |
| Canoa C-2 10000M  | Unione Sovietica Stepan Oščepkov Aleksandr Silaev                                | 50:14,60 | Ungheria Gyula Demeter József Hunics                                     | 50:57,90 | Romania Lavrente Sidorov Lavrente Kalinov                                        | 51:06,30 |
| Kayak K-1 500M    | Stefan Kapłaniak                                                                 | 2:02,90  | Carl von Gerber                                                          | 2:03,70  | György Mészáros                                                                  | 2:04,00  |
| Kayak K-2 500M    | Ungheria György Mészáros András Szente                                           | 1:47,60  | Ungheria László Nagy László Kovács                                       | 1:49,30  | Polonia Ivan Zieliński Władysław Zieliński                                       | ???      |
| Canoa K-1 4X500M  | Germania Ovest Bernhard Schulze Paul Lange Helmut Schneider Meinrad Miltenberger | 8:01,20  | Ungheria László Nagy László Kovács György Mészáros Lajos Kiss            | 8:03,40  | Polonia Stefan Kapłaniak Władysław Zieliński Ryszard Skwarski Kazimirz Koscieras | 8:05,70  |
| Kayak K-1 1000M   | Imre Szöllősi                                                                    | 4:10,10  | Lajos Kiss                                                               | 4:14,20  | Ronald Rhodes                                                                    | 4:15,80  |
| Kayak K-2 1000M   | Ungheria György Mészáros András Szente                                           | 3:41,10  | Ungheria Imre Szöllősi János Petroczy                                    | 3:44,40  | Germania Ovest Helmuth Stocker Franz Troidl                                      | 3:45,40  |
| Kayak K-1 10000M  | Ferenc Hatlaczky                                                                 | 45:03,10 | Stig Andersson                                                           | 45:04,40 | György Czink                                                                     | 45:12,90 |
| Kayak K-2 10000M  | Ungheria Imre Szöllősi János Petroczy                                            | 41:05,80 | Germania Ovest Willy Schlussel Heinz Ackers                              | 41:14,20 | Ungheria János Urányi László Fábián                                              | 41:34,20 |
| Kayak K-4 1000M   | Germania Est Wolfgang Lange Dieter Krause Siegfried Rossberg Gunther Perleberg   | 3:25,90  | Germania Ovest Michel Scheuer Georg Lietz Heinz Hell Theodor Kleine      | 3:28,70  | Germania Ovest Günter Krüger Walter Sander Karl Berghausen Hubert Birgel         | 3:28,90  |
| Kayak K-4 100000M | Germania Ovest Michel Scheuer Georg Lietz Heinz Hell Theodor Kleine              | 35:33,60 | Germania Ovest Günter Krüger Walter Sander Karl Berghausen Hubert Birgel | 35:33,00 | Germania Est Werner Jahn Klaus Lammert Siegfried Rossberg Walter Kresse          | 36:45,40 |

### Donne
| Evento    | Oro                                                  | Perform. | Argento                                         | Perform. | Bronzo                                      | Perform. |
| Kayak K-1 | Elisaveta Kislova                                    | 2:21,30  | Antonina Seredina                               | 2:21,90  | Klára Fried-Bánfalvi                        | 2:23,60  |
| Kayak K-2 | Unione Sovietica Elisaveta Kislova Antonina Seredina | 2:03,80  | Unione Sovietica Marija Šubina Nina Gruzintseva | 2:04,80  | Germania Ovest Therese Zenz Ingrid Hartmann | 2:06,50  |